# Aloe retusa
Aloe retusa é uma espécie de liliopsida do gênero Aloe, pertencente à família Asphodelaceae.